# Forte da Ínsua

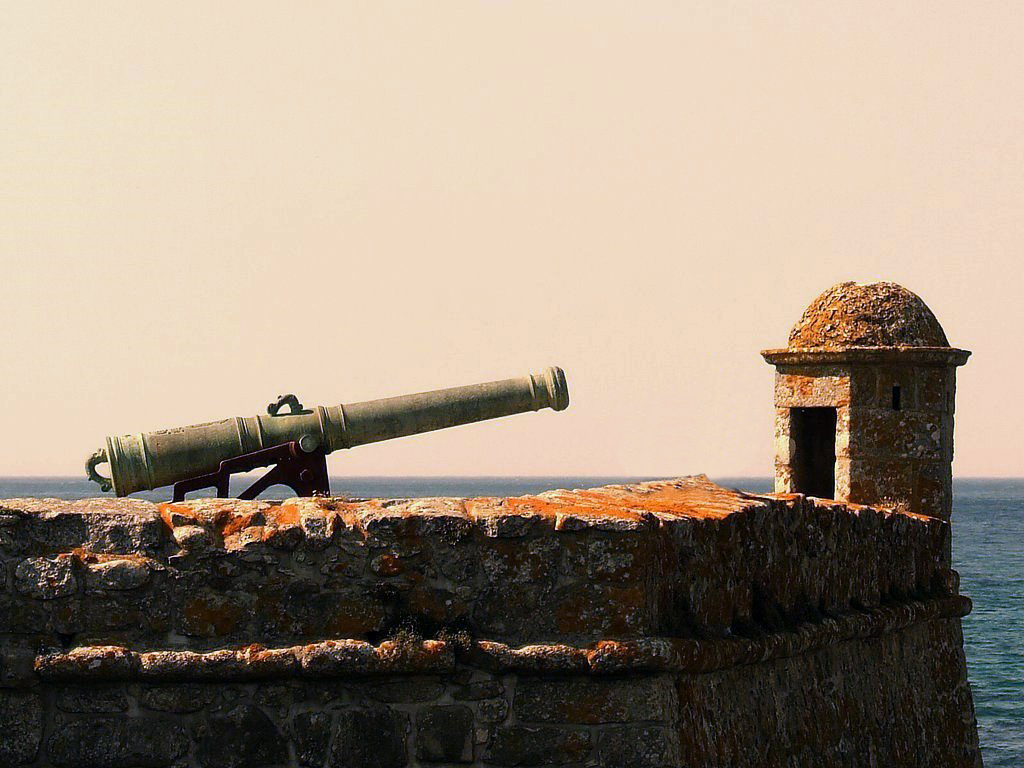
Forte da Ínsua: vista de um baluarte.

O Forte da Ínsua localiza-se na Ínsua de Santo Isidro, na freguesia de União das Freguesias de Moledo e Cristelo, município de Caminha, distrito de Viana do Castelo, em Portugal.
O Forte da Ínsua está classificado como Monumento Nacional desde 1910.

## História

### Antecedentes
Esta pequena ilha, a cerca de duzentos metros da costa, ao sul da foz do rio Minho, foi primitivamente utilizada como local de culto. Em época cristã, nela se erguia uma pequena ermida sob a invocação de Nossa Senhora da Ínsua.

### O primitivo forte
Em 1392, frades franciscanos da Galiza sob a direção de frei Diogo Arias, edificaram um cenóbio na ínsula. Datará desse período a primeira fortificação no local, com a função de proteção da barra daquele rio e dos religiosos, erguida por determinação de João I de Portugal.
Em 1471 tiveram lugar obras de remodelação do convento, sendo erguidas novas celas e promovidos melhoramentos na sua capela.
Mais tarde, Manuel I de Portugal (1495-1521), de passagem quando em peregrinação a Santiago de Compostela (1502), terá determinado a execução de novas obras de reforma e ampliação desta defesa, concluídas em 1512. Do mesmo modo, no contexto da Dinastia Filipina, Filipe I de Portugal (1580-1598) promoveu-lhe nova intervenção, que lhe aumentou a eficácia da artilharia, necessidade imperiosa para fazer face aos ataques de corsários ingleses e franceses. Nenhuma dessas estruturas chegou até nós.

### O forte setecentista
A atual estrutura remonta ao contexto Guerra da Restauração (1640-1668), sob o reinado de João IV de Portugal (1640-1656). Foi executada entre 1649 e 1652, sob as ordens do então Governador de Armas do Minho, D. Diogo de Lima Nogueira.
Ao longo do século XVIII as dependências do convento e do forte foram reparadas em diversas ocasiões, destacando-se, em 1717 uma doação de 200$000 reis de João V de Portugal para a reedificação da igreja, nomeadamente a abóbada e, em 1767 a construção de novas celas, da sala do capítulo e de um retábulo. Entre 1793 e 1795 os frades abandonaram o convento para se procederem obras de reparação. No mesmo período, em 1765 a fortificação encontrava-se guarnecida por 10 homens, e artilhada com sete peças de bronze.
Durante a Guerra Peninsular a ínsula foi ocupada por tropas espanholas e francesas. Mais tarde, com a extinção das ordens religiosas (1834) o forte foi abandonado pela comunidade religiosa, ficando guarnecido exclusivamente pelo Exército Português. O último governador da praça foi nomeado em 1909, o major Rodolfo José Gonçalves.
Encontra-se classificado como Monumento Nacional pelo Decreto de 16 de junho de 1910, publicado no DG n.º 136, de 23 de junho do mesmo ano.
Em 1940, passou do Ministério da Marinha para a responsabilidade do Ministério das Finanças.
De 1954 a 1957 o conjunto sofreu obras de conservação, sucedendo-se outras campanhas de 1967 a 1975, 1984 a 1986 e de 1998 a 2001.
Em 1990 existiu um projeto do Instituto Politécnico de Viana do Castelo para a instalação no local de um Centro de Investigação Avançada das áreas marinhas da costa e Rio Minho.

## Programa Revive
Em 2016 o forte integrou o programa ‘Revive’, projeto do Estado português que prevê a abertura do património ao investimento privado para o desenvolvimento de projetos turísticos.
A área a afetar a uso turístico é a totalidade do imóvel.
O modelo jurídico é o de concessão.
O imóvel foi concessionado em 2020 à empresa DiverLanhoso - Atividades Desportivas Lda que ali irá desenvolver um centro de atividades turísticas, sob a marca DiverMinho, e reabilitará o forte com as devidas comodidades para receber um hotel de experiências.

## Características
Fortificação marítima abaluartada, apresenta planta estrelada irregular, com cinco baluartes e revelim, integrando no seu interior o convento, ampliado em 1676. Nos cunhais dos quatro baluartes principais foram erguidas guaritas facetadas com cobertura em calote esférica, e num dos panos da muralha foi edificado um balcão retangular sobre mísulas, com cobertura semelhante. A meio do pano da muralha rasga-se o portão de armas, em arco pleno, inserido numa estrutura retangular em ressalto, sobre a qual assenta um frontão triangular, cujo tímpano é decorado por três brasões com as armas de Portugal e do Governador. À direita foi inserida uma lápide com inscrição alusiva à edificação da fortificação:
"A Piedade do muito Alto e Poderoso monarca el rei D. João IV / ministrada pela intervenção e assistência de D. Diogo de Lima / Nogueira General e Visconde de Vila Nova da Cerveira Governador das / armas e exército da Província de Entre Douro e Minho dedicaram / esta fortificação à sereníssima Rainha dos Anjos Nossa Senhora / da Ínsua para asilo e defesa das religiosas da Primeira Regra / Seráfica que assistem nos contínuos júbilos desta Senhora debaixo / de cujo patrocínio se assegura a defesa desta corte. Fez-se a / obra na era de 1650"
Um revelim protege o portão de armas.
A praça de armas é dividida em duas áreas. A primeira corresponde a uma ampla plataforma lajeada, onde foram edificados os quartéis, depósito e cozinha. No espaço restante foi incorporado o convento, de estrutura sóbria e austera, de modelo chão, cujo conjunto é formado pela igreja, de planta longitudinal composta por nave única coberta por abóbada de berço e sacristia, e pelo claustro, de planta quadrangular, com alas compostas por colunatas jónicas.
Um poço de água potável abastecia a guarnição, composta por um Governador (comandante) e doze praças, revezados semanalmente. Esse poço é notável por se situar no mar, sendo um dos três únicos existentes no mundo.